# بخش بوتاد
بخش بوتاد (به انگلیسی: Botad district) یک منطقهٔ مسکونی در هند است که در گجرات واقع شده‌است. بخش بوتاد ۲٬۵۶۴ کیلومتر مربع مساحت و ۶۵۲٬۰۰۰ نفر جمعیت دارد.